# Zenillia nymphalidophaga
Zenillia nymphalidophaga är en tvåvingeart som först beskrevs av Baranov 1936.  Zenillia nymphalidophaga ingår i släktet Zenillia och familjen parasitflugor. Inga underarter finns listade i Catalogue of Life.